# Neptune (marbre)
Pour les articles homonymes, voir Neptune.
Neptune appelée aussi Neptune calmant les flots ou Neptune irrité est une sculpture d'Augustin Pajou (1730-1809), actuellement visible au musée des Beaux-Arts de Lyon. Pajou avait déjà sculpté en bas-relief le Dieu des mers à l’hôtel de Voyer d’Argenson, puis sur une des loges de l’opéra de Versailles. La statuette en marbre, préparée par la petite esquisse vibrante en terre cuite, est d’une toute autre ampleur. Le Bernin, Michel Anguier et Lambert Sigisbert Adam avaient déjà traité ce sujet avant lui. Le premier en sculpture de jardin surmontant un bassin à Rome, le deuxième répandu en format petit bronze, le troisième en morceau d’Académie.
Augustin Pajou, en parallèle de sa carrière officielle et des commandes qu'on lui passait, a servi beaucoup d'amateurs privés, attirés par l'ambivalence de son art. Lors des expositions qui lui sont consacrées en 1997-1998 au musée du Louvre, et au Metropolitan Museum of Art, Pajou fait preuve d'une grande adaptation de son art pour un public amateur.
On observe par ailleurs une grande diversité dans sa production : compositions historiques, sujets pendules, marbres, paysages dessinés...
Le Neptune de 1767 fait partie d'une ancienne collection du Duc de Choiseul et est un objet de cabinet raffiné qui illustre un des registres les plus difficiles, le travail du marbre. Pajou rencontre le duc de Choiseul à Rome et ce dernier va rassembler une collection d’œuvres d'art, de peintures notamment, dont fait partie Le Neptune de Pajou mais également L'innocence de Caffiéri.

## Historique
- vers 1775 : commande du duc de Choiseul, ambassadeur de France à Rome, ministre de Louis XV et protecteur d’Hubert Robert.
- 18 décembre 1786 : vente collection du Duc de Choiseul. Description de l'œuvre au cours de la vente:

« Monsieur Pajou, Le Quos ego, sujet de caractère, traité avec tout le sentiment et l’énergie dont ce beau genre est susceptible. La composition offre le Dieu de la mer dans l’attitude fixée et noble qui lui convient ; il est porté sur une conque et appuyé contre la proue d’un vaisseau, on connaît peu de morceau plus magnifiques et plus parfaits en sculpture de notre siècle. Hauteur 28 pouces ».
- Jeudi 9 décembre 1999 : succession de la Comtesse de Pimodan. Hôtel des ventes du Palais, salle Maurice Rheims. Poulain-le fur, commissaires-priseurs associés. Environ 3 millions de francs (collection Pillet-Will).
- 2000 : acquisition de Neptune de Pajou par le musée des Beaux-Arts de Lyon. Avec l’amical soutien du département des sculptures du musée du Louvre.

## Description et analyse de la posture du Neptune
Guilhem Scherf, conservateur en chef du département des sculptures du Louvre a fait une analyse du marbre de Pajou et dégage une triple inspiration de ce dernier à partir d’œuvres de Bernin, d'Anguier et d'Adam.
Pajou s'inspire de Bernin et d’Adam pour la position des jambes de la sculpture, et d’Anguier pour celle du bras droit, barrant violemment le torse. Le drapé sur la cuisse gauche existe chez Adam, mais l’impression de nudité intégrale vient plutôt d’Anguier.
Cependant, la sculpture de Pajou se distingue par l’abandon de la gestuelle baroque, simplement évoquée par le flot de draperie, au profit d’une attitude immobile : le dieu, debout sur sa coquille, décide de prendre son trident et de calmer la tempête, il n’est pas encore dans l’action, à la différence des trois œuvres précédentes.										   								 L’introduction de la grande coquille appuyée sur la proue du navire est tout à fait originale : l’ensemble forme certes un support nécessaire à l’équilibre de la figure en marbre munie de sa draperie virevoltante, mais surtout la coquille présente un fond lisse mettant admirablement en valeur la nudité héroïque de Neptune. Elle permet naturellement, avec d’autres détails comme le trident (dont il manque l’extrémité, comme d’ailleurs la main gauche du dieu), l’ancre et la proue, de bien identifier le personnage.										 
L’œuvre ne fut pas réellement conçue pour être regardée de dos, occupé par la masse du bateau. Mais elle offre de superbes latérales, notamment à gauche où la tête menaçante du chien, les crocs bien visibles, indique la force du dieu. Cet animal nous rappelle le Cerbère de son morceau de réception.
La composition générale de l’œuvre est identique sur l’esquisse admirable et vivement modelée du musée Bonnat-Helleu. Elle fut proposée dans une vente de 1733 mélangeant diverses provenances, et qui comprenait plusieurs terres cuites de Pajou dont les modèles du Pluton et de l’Henri IV.

Ce Neptune qui saisit son trident est celui décrit par Virgile dans l'Énéide, il s'agit du moment où le Dieu de la mer va châtier les vents déchaînés contre Enée sur l'ordre de Junon. Ce qui frappe dans le marbre de Pajou est l'aspect réaliste et vigoureux, le souci du détail, de la précision et de la musculature détaillé avec science et presque complaisance. Apparaît l'inspiration de l'art grec antique, où ressort la volonté d'exposer la musculature et le corps nu.
Le corps de Neptune, redressé en appui sur sa jambe qui est mise en avant, donne malgré le torse en arrière, un sentiment de sévérité, une verticale autoritaire qui met en exergue une crispation colérique du dieu. Cette position contraste avec les lignes tourbillonnantes de la draperie et de la référence marine au pied du dieu. Cette opposition dans les mouvements de la statue donne un effet étrange à l'esquisse en terre cuite, mais c'est justement cette même tension entre des éléments différents qui fait le dynamisme et la virtuosité du marbre de Pajou. Dans les années 1760, Pajou produit plusieurs personnages masculins en sculpture souvent puissants. Le premier de la série est "Pluton, dieu des Enfers, tenant Cerbère enchaîné'" où l'on retrouve cette même sévérité dans la posture et ce même souci du détail dans la représentation de la musculature.
Pajou affirme ainsi son goût prononcé pour l'observation naturaliste des formes, que l'on retrouvera en 1790 dans sa "Psychée abandonnée", objet de critiques divergentes mais saluée sous l'Empire comme l'un des rénovateurs de son art. Le "Neptune" de Lyon est à la fois un objet de théâtralité baroque mais également l'exigence nouvelle de vérité des formes et de réalisme inspirée de l'art grec.

Pajou affirme ainsi son goût prononcé pour l'observation naturaliste des formes, que l'on retrouvera en 1790 dans sa "Psychée abandonnée", objet de critiques divergentes mais saluée sous l'Empire comme l'un des rénovateurs de son art. Le "Neptune" de Lyon est à la fois un objet de théâtralité baroque mais également l'exigence nouvelle de vérité des formes et de réalisme inspirée de l'art grec.

## Le petit marbre
Le goût pour le petit marbre s’est développé en France parallèlement à celui pour la terre cuite : les amateurs y trouvaient même des qualités de raffinement quant au choix des sujets et à la délicatesse stylistique. Le Lorrain est un des premiers à comprendre cette évolution. Il réalise une œuvre qu'il nomme   « 20 bustes de marbre présentant des têtes de femmes de différents caractères ».
Le duc de Choiseul va commander à son tour (après Lalive de Jully, qui avait commandé deux Falconet et la Paix d’A. Pajou) des petits marbres comme le Neptune de Pajou, dont l’esthétique et les dimensions sont proches des morceaux de réception qu’aimait Lalive.

## L'esquisse en terre cuite
Elle fait partie d'un ensemble de 30 terres cuites du XVIIIe siècle, presque toutes issues de l'École Française et composées principalement de la collection rassemblée par Paul Cailleux de 1920 environ jusqu'à sa mort en 1964. Cette acquisition groupée a permis d'éviter la dispersion de ces esquisses ou maquettes de sculpteurs.
Parmi les artistes représentés par une ou plusieurs œuvres on peut citer Chinard, Clodion, Marin, Pajou...
Cette terre cuite représente le Dieu de la mer, figure mythologique largement traité, qui est une des premières œuvres de Pajou signé et daté de 1767. Le livret de la vente Choiseul en 1786 soulignait que "ce sujet de caractère est traité avec tout le sentiment de l'énergie dont ce beau genre est susceptible: il est porté par une coque et appuyé contre la proue d'un vaisseau".

Les mêmes affinités existent avec les autres figures masculines, puissantes et barbues, d'une emphase toute baroque que le sculpteur produit en assez grand nombre dans les années 1760.

## Analogie
Lambert-Sigisbert Adam fut agréé à l’Académie royale de peinture et de sculpture en 1733. Le directeur lui donna le sujet de son morceau de réception, dont l’esquisse fut agréée à l’unanimité le 30 mai suivant et le modèle le 29 août. Le marbre fut présenté à la compagnie le 25 mai 1737 et Adam définitivement reçu comme membre. Le sujet lui était en partie familier : il travaillait en même temps au groupe central du bassin de Neptune pour le parc de Versailles, dont il avait montré au Salon de 1737 le modèle représentant Neptune et Amphitrite entourés de tritons et de monstres marins. Il avait déjà exécute à Rome deux imposants bustes en marbre de Neptune et Amphitrite, qui furent acquis en 1727 par le cardinal de Polignac. Cette attirance pour ce sujet s’explique par le contraste assez violent et plein de promesses plastiques, entre le Dieu barbus et tumultueux et le paisible Amphitrite.

Par ailleurs, le musée des beaux arts de Lyon accueille une exposition permanente autour de l'arrivée de l'euro qui retrace l'histoire de la monnaie.
Cette dernière nous présente différentes pièces de monnaie datant de l'Égypte ancienne, en passant par le règne de Jules César et allant jusqu'à des pièces datant du XIXe siècle. Sur une sesterce de l'empereur Hadrien, Neptune était représenté défiant les eaux, de la même manière qu'il fut sculpté par Pajou. On retrouve sa position de sévérité avec le trident poussé vers l'avant.
H. Stein, de son ouvrage sur Pajou qui paraît en 1912 rapproche également Neptune  de Pluton tenant Cerbère enchaîné.

## Les expositions
- Sculpteur du Roi 1730-1809, Paris, 1956

La présence dans l’exposition de Neptune en marbre -avec son esquisse en terre cuite- est un événement. La Paix de la collection Lalive de Jully ayant disparu et le groupe de Vénus recevant la pomme des mains de l’Amour du salon 1787 n’étant pas localisé, il permet d’évoquer brillamment avec la Cérès du Louvre, la virtuosité de Pajou dans la conception de marbres de moyennes dimensions exécutés pour l’élite des amateurs.
- Pajou sculpteur roi, Paris, 1997/1998, musée du Louvre